# 資産凍結
資産凍結（しさんとうけつ、英語: asset freezing）とは、資産の移動や処分を禁止したり制限すること。
具体的には、銀行に命じて銀行口座からお金を引き出すことや他の口座へ送金することをさせないようにしたり、土地の登記を変更することを禁止する、等々がある。

## 法人・個人
会社が破産した時に、その財産の処分法が決まっていない状態の場合、債権者等が不利益を被らないように裁判所が資産凍結を命ずることがある。
強制執行の対象となることが確定した資産についても、裁判所が資産凍結を命ずることがある。
税金を滞納している者の資産について、税務署が資産凍結の手続きをとることもある。

## 国家間
国際法では、国と国の間に起きる資産凍結を扱っており、敵国、仮想敵国、ならずもの国家などの相手に対する制裁や報復の手段として、自国内にある当該国の資産の移動や処分を禁止することを扱っている。
アメリカ合衆国と日本の二国間の例では、太平洋戦争直前の1941年（昭和16年）7月26日に在米日本資産凍結命令が出され、在留邦人の活動が大きく制限されることとなった。